# Ventimiglia di Vatolla
La famiglia Ventimiglia di Vatolla fu un ramo dell'antica nobile famiglia italiana fondata nel X secolo in Liguria e diramatasi poi in Provenza, Sicilia e Spagna.

## Storia

### L'origine
La nobile famiglia dei Ventimiglia, originaria della Liguria, fu una delle più antiche e importanti d'Europa. Secondo alcune fonti discenderebbe da un figlio illegittimo di Clodoveo I (re di Francia), secondo altri da Teodorico, parente di Carlo Magno, ma quella probabilmente più accreditata li dà discendenti dei Marchesi d'Ivrea e Re d'Italia che avevano governato la città di Ventimiglia e da cui deriverebbe il loro appellativo. Sicuramente si trasferirono in un primo momento in Sicilia dove sono conosciuti con il titolo di Marchesi di Gerace, per stabilirsi infine nel Cilento. La più antica memoria che si ha della famiglia in questa zona è del 1391. Pare che il trasferimento della famiglia dalla Sicilia al Cilento si sia verificato in seguito alle guerre del Vespro, ovvero le rivolte avvenute in Sicilia contro il dominio angioino iniziate nel 1282 e conclusesi nel 1302. In questa occasione i Ventimiglia legati ai Baroni di Sanseverino si schierarono a favore degli Angioini. Numerose fonti sostengono che in questa occasione un membro dei Ventimiglia fu accolto nell'esercito Angioino dove era capo un Sanseverino. Quando i Ventimiglia giunsero per la prima volta nel Cilento si stabilirono proprio a Rocca che era sede della baronia dei Sanseverino.

### Epoca moderna
Da Rocca Cilento un ramo della famiglia si spostò a Vatolla nel 1652 e un secondo ramo a San Mango Cilento che costituisce, ad oggi, l'unico ramo esistente della famiglia Ventimiglia. Nel 1749 i feudi di Porcili e San Giovanni furono acquistati da Nicola Ventimiglia e nel 1816 con la legge sulla circoscrizione amministrativa delle province del Regno di Napoli, San Giovanni con i casali di Guarrazzano e Malafede fu riunito a Porcili che divenne comune capoluogo ma dopo l'Unità d'Italia il comune fu chiamato Stella Cilento. Tra i membri di spicco della famiglia è opportuno menzionare Andrea Mattia Simone Ventimiglia (1703-1790) che fu prelato e storico dell'ordine carmelitano, Francesco Antonio Ventimiglia (1738-1822) che scrisse due saggi storici sulla realtà meridionale: "Delle memorie del Principato di Salerno" e "Prodromo alle memorie del Principato di Salerno"e che fu inoltre autore di due manoscritti inediti: "Commento agli statuti principali del Cilento" e "Il Cilento illustrato". Parte del materiale rinvenuto nell'archivio Ventimiglia riguarda anche i documenti sulla gestione del patrimonio familiare che comprendeva numerose proprietà immobiliari situate a Stella Cilento e Napoli. Le proprietà napoletane provenivano dai Valle, una famiglia patrizia napoletana. Nel 1748 infatti il barone Nicola Ventimiglia sposò Sofia Caterina della Valle e l'intero patrimonio della famiglia della donna passò ai Ventimiglia.

### Epoca contemporanea

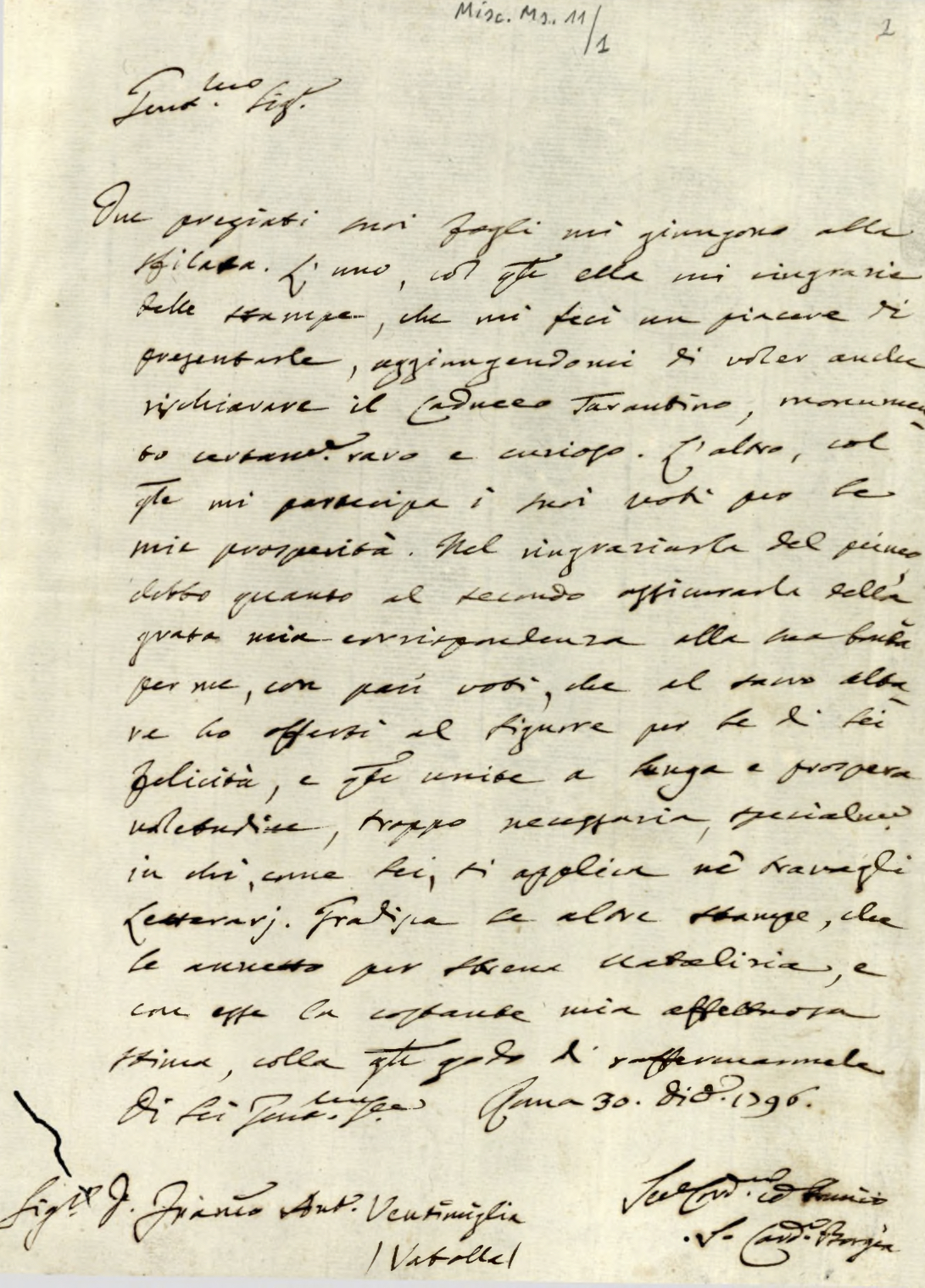
Corrispondenza manoscritta tra il cardinale Stefano Borgia ed esponenti della famiglia Ventimiglia

In epoca contemporanea Domenico Ventimiglia (1770-1834) fu autore di "Notizie storiche del Castello dell'Abate e de' suoi casali nella Lucania". A partire dalla seconda metà del XVIII secolo i membri della casata frequentarono e furono in contatto con illustri esponenti della cultura locale residenti a Salerno, Badia di Cava, Napoli, Roma, Firenze. Attraverso l'epistolario rinvenuto nella biblioteca di famiglia è testimoniata la vivacità culturale dei Ventimiglia con importanti figure dell'epoca, tra cui il cardinale Stefano Borgia studioso dell'antichità, Salvatore Maria di Blasi archivista e storico, il cardinale Andrea Corsini di Roma e l'accademico napoletano Giuseppe Canelli. Il coinvolgimento della famiglia verso la realtà locale permise di incoraggiare e far conoscere autori cilentani meno noti come Nicola Bambacaro di Matonti Cilento, Antonio Cagnano di Laureana Cilento, Donato Antonio De Marinis e Nicola Carrano.

## Biblioteca di famiglia
Cospicuo il materiale librario della famiglia da cui si evince una grande passione bibliofila. Pare che una prima parte di questo fu acquisito dalla famiglia nel 1623 quando Giovan Carlo Mondelli lasciò in eredità i suoi beni a Francesco Antonio Ventimiglia in quanto discendente maschio del figlio di sua sorella Delfina e a patto che "diventi dottore in legge e sia di buoni costumi". Se gli interessi verso gli studi giuridici derivavano dalla finalità pratica di acquisire l'eredità del Mondelli, le generazioni successive svilupparono interessi in varie discipline. Una seconda acquisizione venne fatta dalla famiglia dal locale convento francescano di Santa Maria della Pietà. Infine l'ultima grande acquisizione risale alla seconda metà del XIX secolo quando i Ventimiglia ottennero il fondo libraio della famiglia Vargas Machuca. In seguito a queste acquisizioni la biblioteca si arricchì notevolmente di numerosi testi tra cui rare edizioni dei classici italiani tra cui la Commedia di Dante con 3 cinquecentine stampate a Venezia e altre 9 edizioni che vanno da quella del Valle di Venezia del 1798 a quella della Sansoni del 1913. Presenti inoltre 3 cinquecentine del Canzoniere e altre sei edizioni stampate tra il 1762 e il 1899 e infine 12 edizioni del Decamerone di Boccaccio con 3 cinquecentine dei Giunti di Firenze e con 9 stampe dei secoli successivi. Questo materiale fu consultato da Giambattista Vico durante il suo soggiorno a Vatolla. Notevole la varietà di discipline che componevano il fondo originale della famiglia tra cui diritto, letteratura, economia, filosofia ma anche matematica, scienze, medicina e musica. Oltre al materiale librario si conservano anche documenti come atti legali, liste bibliografiche o appunti di studio e infine documenti economici molto usati da famiglie nobili e borghesi per gestire il loro patrimonio immobiliare. La biblioteca subì una prima perdita nel marzo del 1973 quando numerose pergamene vennero rubate dal palazzo di Vatolla. Questa circostanza spinse gli ultimi discendenti della famiglia Antonio Ferrante e Ottavio Ventimiglia a donare la biblioteca di famiglia al Centro studi per la storia del Mezzogiorno dell'Università di Salerno a patto che venisse costruita una apposita sala intitolata al padre dei donatori Angelo Ventimiglia e che il fondo restasse indivisibile. Il Fondo Ventimiglia consta di circa 800 volumi riguardanti soprattutto studi storici meridionali risalenti per lo più al XVIII secolo.